# Nunzia De Girolamo
Nunzia De Girolamo (Benevento, 10 oktober 1975) is een politicus uit Italië.
In het kabinet-Letta was De Girolamo tussen april 2013 en januari 2014 voor Nieuw Centrumrechts de minister van Landbouw-, Voedsel- en Bosbeleid. Ze gaf haar ministerspost voortijdig op, omdat ze onvoldoende steun kreeg van de overige ministers.
Sinds 2015 is Di Girolamo lid van Forza Italia.

## Privé
Di Girolamo is getrouwd met Francesco Boccia, die in de oppositie zat van de regering waar Di Girolamo deel van was.